# Liste von nichtausgegebenen Briefmarken aus Deutschland
Die Liste von nichtherausgegebenen Briefmarken aus Deutschland enthält die Postwertzeichen der Deutschen Post unter Alliierter Kontrolle, der Deutschen Post der DDR, der Deutschen Bundespost sowie deren Nachfolgerin Deutsche Post AG, die zur Ausgabe vorgesehen waren, jedoch aus den unterschiedlichsten Gründen (genaueres in der Spalte „Anmerkung“) nicht erschienen sind. Von der Deutschen Bundespost Berlin sind keine solchen Fälle bekannt.

## Liste
Eine Abbildung der nicht herausgegebenen Briefmarken ist leider nicht möglich. Da diese Briefmarken nicht offiziell herausgegeben wurden, nummeriert der Michel-Katalog diese Postwertzeichen mit römischen Ziffern.

### Alliierte Besatzungsausgaben
| Michel-Nr. | ursprüngliches Ausgabedatum | Motivbeschreibung      | Entwurf                           | Anmerkung                      | Ersetzt durch Marke |
| ---------- | --------------------------- | ---------------------- | --------------------------------- | ------------------------------ | ------------------- |
| B IX       | 1. September 1948           | Kölner Dom (Abbildung) | Max Bittrof; Westermann und Bagel | siehe Hauptartikel: Gelber Dom | Michel-Nummer: 75   |

### Bundesrepublik
| Michel-Nr.                                  | ursprüngliches Ausgabedatum    | Motivbeschreibung                                | Entwurf                       | Anmerkung | Ersetzt durch Marke                                                                         |
| ------------------------------------------- | ------------------------------ | ------------------------------------------------ | ----------------------------- | --- | ------------------------------------------------------------------------------------------- |
| X                                           | November 1961                  | Hungerndes Kind mit Eßnapf, Brot für die Welt    | Reinhart Heinsdorff           | Wurde auf Wunsch des Rates der Evangelischen Kirche in Deutschland wenige Tage vor dem Verkauf zurückgezogen, um mögliche Verletzung persönlicher Gefühle zu vermeiden. Der dem damaligen Postminister Richard Stücklen zugesandte Bogen wurde im November 2007 für 290.000 € versteigert. | nicht ersetzt                                                                               |
| XI                                          | Juli 1968                      | 1. Todestag von Konrad Adenauer                  | Heinz Schillinger             | wurde wenige Tage vor dem Verkauf zurückgezogen; dafür erschien eine bildgleiche Marke in lebhaftrotorange/schwarz statt ursprünglich lebhaftrot/schwarz. | Michel-Nummer: 567                                                                          |
| XII                                         | Oktober 1969                   | Weihnachten                                      | Heinz Schillinger             | Musterexemplar, für die Presse bestimmt. Christkind hat dickere Pausbäckchen. | Michel-Nummer: 610                                                                          |
| XIII                                        | 1980                           | Olympische Sommerspiele 1980 (Abbildung)         | Günter Jacki                  | siehe Hauptartikel: Gscheidle-Marke | indirekt durch Michel-Nummer 1047 ersetzt, ein solcher Wert war ursprünglich nicht geplant. |
| XIV                                         | 1990                           | 40 Jahre Charta der deutschen Heimatvertriebenen | Fritz Lüdtke                  | großes „D“ bei „Deutschen“ | Michel-Nummer: 1470                                                                         |
| XV                                          | 2001                           | Serie: Für den Sport                             | Fritz-Dieter Rothacker        | Farbe des horizontalen Balkens lebhafttürkisblau statt hellviolettblau | Michel-Nummer: 2165                                                                         |
| XVI                                         | 2001                           | Serie: Für den Sport                             | Fritz-Dieter Rothacker        | Farbe des horizontalen Balkens lebhafttürkisblau statt hellviolettblau | Michel-Nummer: 2166                                                                         |
| XVII                                        | 2001                           | Serie: Für den Sport                             | Fritz-Dieter Rothacker        | Farbe des horizontalen Balkens lebhafttürkisblau statt hellviolettblau | Michel-Nummer: 2167                                                                         |
| XVIII                                       | 2001                           | Serie: Für den Sport                             | Fritz-Dieter Rothacker        | Farbe des horizontalen Balkens lebhafttürkisblau statt hellviolettblau | Michel-Nummer: 2168                                                                         |
| XIX                                         | 11. Oktober /13. November 2001 | Audrey Hepburn                                   | Antonia Graschberger          | siehe Hauptartikel: Wohlfahrtsmarke Audrey Hepburn | Michel-Nummer: 2220                                                                         |
| bisher nicht vergeben, da nicht aufgetaucht | 11. Oktober /13. November 2001 | Ingrid Bergman und Humphrey Bogart               | Antonia Graschberger          | ersetzt durch Greta Garbo. Im Gegensatz zur Hepburn-Marke ist bisher kein Exemplar aufgetaucht. | Michel-Nummer: 2221                                                                         |
| 2233 P (P = Probedruck)                     | 10. Januar 2002                | Hans von Dohnanyi                                | Christof Gassner              | Die Jahreszahl 2002 war falsch positioniert (rechts oben), und die Marken hatten eine ungewünschte Rottönung, was zur Ablehnung führte. Zirka 320 Kleinbogen mit je 10 Marken des Dohnanyi-Essays aus den Andruckbogen sind in Umlauf gekommen.                                            | Michel-Nummer: 2233                                                                         |
| XX                                          | 2. November 2016               | Weihnachtsmarke                                  | Olaf Neumann und Stefan Klein | siehe Hauptartikel: Kerstfest-Marke | Michel-Nummer: 3270                                                                         |

### DDR
| Michel-Nr.            | ursprüngliches Ausgabedatum | Motivbeschreibung                        | Entwurf | Anmerkung | Ersetzt durch Marke |
| --------------------- | --------------------------- | ---------------------------------------- | ------- | --- | ------------------- |
| I bis III und Block I | August 1984                 | Olympische Sommerspiele 1984 (Abbildung) | …       | Die drei Marken und der Block wurden vorbereitet aber wegen des Olympiaboykotts der Ostblockstaaten nicht herausgegeben. Die Motive sind bis auf den Schriftzug mit den Marken von 1988 identisch. | nicht ersetzt       |